# 交響曲第2番 (スクリャービン)
《交響曲 第2番 ハ短調》作品29は、アレクサンドル・スクリャービンが1901年に完成させた交響曲である。2作めの交響曲ではあるが、純粋な器楽曲として作曲されたものとしては最初の交響曲であり、また初期から中期への過渡期の作品としても知られる。

## 概要
1901年の1月から9月にかけて作曲され、翌1902年1月12日にサンクトペテルブルクにおいて、アナトーリ・リャードフの指揮によって初演された。
大作として構想され、以下のように5つの楽章から成る。
1. アンダンテ（4/4拍子、ハ短調）
2. アレグロ（6/8拍子、変ホ長調）
3. アンダンテ（6/8拍子、ロ長調）
4. テンペストゥオーソ（12/8拍子、ヘ短調）
5. マエストーソ（4/4拍子、ハ長調）

ただし、第1楽章と第2楽章、第4楽章と第5楽章が「アタッカ」の指示のもとに連結されているために、実際にはあたかも3つの楽章から構成されているように聞こえる（3楽章の交響曲と見るならば、《第3番「神聖な詩」》に先駆けた試みと見ることも可能である）。また速度設定においては、|緩急|－|緩|－|急緩|というように、シンメトリーをなすように楽章配置が行われている点が興味深い。
全般的に、多声的なテクスチュアとソナタ形式への偏愛が著しく、第1楽章から第3楽章までが省略のないソナタ形式、第4楽章がボーゲン形式を援用した（すなわち第1主題と第2主題が再現部において逆順で再登場する）ソナタ形式、終楽章がロンド・ソナタ形式で形成されている。また、5楽章制の起用や楽章間の調的な関連付けは、ロシアの交響曲の歴史においては特異なものとなっている。

### 演奏時間
約50分（各約8分、12分、14分、7分、9分）。

### 楽器編成
フルート3、オーボエ2、クラリネット（A管1、B♭管2）、ファゴット2、ホルン4、トランペット3、トロンボーン3、チューバ1、ティンパニ、シンバル、タムタム、弦楽五部。
本作では、ハープは使われない。

### 概説
第1楽章と、とりわけ第3楽章において、ヴァイオリン独奏の艶美な音色が活用されている。また、第3楽章におけるフルート独奏の鳥の囀りの模写は、《第3番》中間楽章の先がけにして、ワーグナーとメシアンとをつなぐ例として重要である。終楽章はワーグナーの「ジークフリート」第三幕の示導動機からの引用がある。

## デリソンの分析
ヴィクトル・デリソンは1971年に、第1楽章の第1主題の開始部分が、統一モットーとして後続楽章にも循環し、作品全体を有機的に支配している事実に着目した上で、次のように分析して、《交響曲 第2番》を多楽章制の要素が織り込まれた単一楽章的な巨大なソナタと看做した。
- 第1楽章 ＝ 序奏（あるいは第1主題群）
- 第2楽章 ＝ 精力的な呈示部（あるいは第2主題群）
- 第3楽章 ＝ 抒情的な展開部
- 第4楽章 ＝ 先行主題の回想（あるいは再現部）ならびにスケルツォ
- 第5楽章 ＝ 終結部、（悟りと解脱）

### 解釈と俗称「悪魔的な詩」
《第3番》以降の3つの交響曲が、作曲者自身によって「○○の（○○な）詩」と呼び習わされてきたことや、《第1番》が終楽章の歌詞にちなんで「芸術讃歌」や「芸術的な詩」と通称されることに倣い、本作についても、ごく稀に「悪魔的な詩」と称される場合がある。
音楽之友社の「音楽辞典人名篇」（旧版）において、《第1番》《第2番》の副題としてそれぞれ「悲劇的な詩」「悪魔的な詩」を冠する旨の記載がされており、古い音楽書やLPレコードのライナーノーツにはこの記載内容が踏襲されているが、これらの名称は作曲家自身がこれらの交響曲に名付けた事実がなく、作曲された時期が神秘主義に傾倒した時期からかけ離れており、さらにはこれらの名称はピアノ曲《悲劇的詩曲 変ロ長調》作品34および《悪魔的詩曲 ハ長調》作品36とそれぞれ混同している可能性も高く、以上の事からこの交響曲の副題として「悪魔的な詩」と冠するのは不適切と言わなければならない。
なお、先述のデリソンによると、《交響曲 第2番》は、ロシア象徴主義の画家ミハイル・ヴルーベリの描いた絵画「敵対する巨人族を打破するオリュンポスの神々」と内容的に関連するというが、このような解釈については、なお異論の余地を残すと言うべきであろう。

## 受容と評価
オイレンブルク版の校訂者であるフォービアン・バワーズは、出版譜巻頭の序文において、「忘れられた第2交響曲は、間違いなく19世紀末の傑作である」と訴えている。近年は、エリアフ・インバルやエフゲニー・スヴェトラーノフ、リッカルド・ムーティ、ウラジミール・アシュケナージ、イーゴリ・ゴロフシンらによる交響曲全集や、ネーメ・ヤルヴィによる単発的な音源によって、聴衆にも再評価されつつあるが、依然として生演奏が盛んに行われるには至っていない。
現在としては、19世紀ロマン派音楽の終焉を彩る穏健で伝統的な楽曲にしか響かないが、発表当初は斬新な問題作として受け止められた。たとえば初演者であるリャードフは、
| 「 | 「何という交響曲。それにしても何たる代物であろうか？ スクリャービンの後ではワーグナーすら乳呑み児のように舌足らずだ。僕は頭がいかれちまいそうだ。なのにこの音楽から逃げ場がないとは。助けてくれ！」 | 」 |

と述べている。一方、（モスクワ音楽院で作曲の教師として学生時代のスクリャービンに落第点をつけた張本人である）アントン・アレンスキーは、セルゲイ・タネーエフ宛ての私信で、次のように扱き下ろして見せた。

| 「 | 「プログラムに『第2シンフォニー』と謳っているのは看板に偽りありだと思います。正しくは、『第2カコフォニー』と刷るべきでした。この“作品”とかいうやつには、まるで協和音がなさそうですからね。不協和音が、てんで出鱈目にどんどん積み重ねられて、30分から40分かけて静寂を打ち壊すんです。何だってリャードフは、こんなお笑い種を指揮したものか、皆目見当がつきません。僕は気晴らしを求めて演奏会に行ったんです。グラズノフは来てませんでした。リムスキー＝コルサコフに意見を訊いたら、『これほどの諧音を貶す人の気が知れない』と言われましたがね。」 | 」 |

後にスクリャービンが、より前衛的な方向に進んでからは、一転して独創性に乏しい凡作として評価されるようになった。
旧知のモデスト・アルトシュラーからニューヨーク初演を持ち掛けられたとき、スクリャービンは次のように答えて提案を断わっている。
| 「 | 「作曲したときには気に入っていた曲ですが、今となっては満足できません。……終楽章が陳腐なもので。」 | 」 |

いずれは終楽章を書き換えることも計画していたといわれるが、結局はそれも実現せぬままに終わった。
ミハイル・カルヴォコレッシは、1907年5月にパリの晩餐会で作曲者本人とグラズノフと同席した際、前日にアルトゥール・ニキシュの指揮で上演された《第2番》が話題になったことについて、1933年の回想録の中で触れている。
| 「 | 「スクリャービンは気さくに話しかけてきて、『あれは駄作でしてね』と口走った。筆者もその通りだと思っていたので、さすがにバツが悪くなり、どっちつかずの口ごもりで誤魔化してしまった。やおらグラズノフが小声で耳打ちしてきた。曰く、『それじゃあ彼は傷ついちまうよ。反論してくれると当てにしてたろうにさ』。」 | 」 |

## 参考資料
- 海老沢敏ほか（監修）『最新名曲解説全集 補巻 第1巻 (交響曲・管弦楽曲・協奏曲)』音楽之友社、1982年2月。ISBN 4276010314
- フォービオン・バウアーズ『アレクサンドル・スクリャービン : 生涯と作品』佐藤泰一（訳）、泰流社〈叢書ムジカ・ゼピュロス〉、1995年3月。ISBN 4-8121-0105-0
- 佐野光司（スクリャービン：交響曲第2番［東芝EMI: TOCE-6403］の解説文）
- Ates Orga: on SCRIABIN, Symphony No. 2 (Naxos : 8.553581)
- Faubion Bowers: Foreword (on SCRIABIN Symphony No. 2, 1973, Ernst Eulenburg Ltd., London)